# Голубева, Маргарита Александровна
Маргарита Александровна Голубева (род. 3 мая 2001, Санкт-Петербург) — российская фотомодель и певица, обладательница титула «Мисс Россия 2023», участница конкурса «Мисс Вселенная 2023», участница шоу «Голос».

## Биография
Голубева родилась 3 мая 2001 года в Санкт-Петербурге и начала петь в пять лет. В 15 лет Голубева решила продолжить карьеру актрисы и записалась на пробы для рекламы дамплингов. Случайно зайдя не в тот офис, она попала на кастинг в модельное агентство и в конечном итоге подписала с ним контракт, начав свою модельную карьеру.
До победы на «Мисс Россия» Голубева была студенткой пятого курса Российской таможенной академии Федеральной таможенной службы в Москве и студенткой второго курса Московского государственного института культуры в Химках, изучая в последнем заведении эстрадно-джазовое пение. В 2021 году она стала участницей десятого сезона русской версии шоу «Голос», что вдохновило её поступить в Московский государственный университет искусств и культуры на музыкальное образование.

## Конкурс красоты
Голубева начала свою театральную карьеру в 2021 году, после того как завоевала титул «Мисс Студенчество 2021». В 2023 году она была выбрана представителем России на конкурсе «Мисс Европа 2023», где заняла второе место.
Позже Голубева зарегистрировалась для участия в конкурсе «Мисс Россия 2023», стремясь принять участие в конкурсе с 16 лет. В конечном итоге она была выбрана одной из 50 финалистов из более чем 85 000 претендентов, представляющих Санкт-Петербург. Перед финальным шоу конкурса Голубева была одной из десяти участниц, получивших наибольшее количество онлайн-голосов российской публики, что позволило ей напрямую войти в двадцатку лучших конкурсантов. Финал прошёл 8 октября в Москве. На нём Голубева продвинулась в десятку лучших, а позже стала победительницей. Как Мисс Россия, Голубева представляла Россию на «Мисс Вселенная 2023».